# Jairus Birech
Jairus Kipchoge Birech, né le 14 décembre 1992 dans le District de Uasin Gishu, est un athlète kényan, spécialiste du 3 000 mètres steeple.

## Biographie
Il remporte la médaille d'argent des Championnats d'Afrique juniors 2011 à Gaborone, derrière son compatriote Gilbert Kirui, en portant son record personnel sur le steeple à 8 min 28 s 08. Il se classe par la suite quatrième des Jeux africains, à Maputo au Mozambique, et porte son record personnel à 8 min 11 s 31 à l'occasion du meeting Areva de Saint-Denis.
Il participe à la Ligue de diamant 2012 et se classe troisième du Golden Gala de Rome, puis deuxième du meeting Athletissima de Lausanne, derrière son compatriote Paul Kipsiele Koech. Il remporte quelques jours plus tard le British Grand Prix de Birmingham et termine quatrième du classement général de la compétition.
En 2014, Jairus Birech remporte la médaille d'argent des Jeux du Commonwealth, à Glasgow en Écosse, devancé par son compatriote Jonathan Ndiku. Il prend sa revanche quelques jours plus tard au cours des championnats d'Afrique, à Marrakech au Maroc, en décrochant son premier titre continental, devant Ndiku et Ezekiel Kemboi. Il remporte la Ligue de diamant 2014 en s'adjugeant six des sept épreuves au programme. Vainqueur du meeting de Rome, il améliore son record personnel durant le meeting des Bislett Games, à Oslo, en 8 min 2 s 37, puis remporte les meetings de Lausanne, Monaco et Birmingham. Début septembre, lors de la finale de la ligue de diamant au Mémorial Van Damme de Bruxelles, il descend pour la première fois de sa carrière sous les huit minutes sur le steeple en établissant le temps de 7 min 58 s 41, meilleure performance mondiale de l'année.

## Palmarès
| Date | Compétition                    | Lieu             | Résultat | Temps         |
| ---- | ------------------------------ | ---------------- | -------- | ------------- |
| 2011 | Championnats d'Afrique juniors | Gaborone         | 2e       |               |
| 2011 | Jeux africains                 | Maputo           | 4e       |               |
| 2014 | Jeux du Commonwealth           | Glasgow          | 2e       | 8 min 12 s 68 |
| 2014 | Championnats d'Afrique         | Marrakech        | 1er      | 8 min 34 s 79 |
| 2014 | Ligue de diamant               | Ligue de diamant | 1er      | détails       |
| 2014 | Coupe continentale             | Marrakech        | 1er      | 8 min 13 s 18 |
| 2015 | Championnats du monde          | Pékin            | 4e       | 8 min 12 s 52 |
| 2015 | Ligue de diamant               | Ligue de diamant | 1er      | détails       |
| 2017 | Championnats du monde          | Londres          | 12e      | 8 min 32 s 90 |

## Records
| Épreuve         | Performance      | Lieu      | Date             |
| --------------- | ---------------- | --------- | ---------------- |
| 2 000 mètres    | 4 min 58 s 76    | Reims     | 5 juillet 2011   |
| 2 000 m steeple | 5 min 57 s 02    | Nairobi   | 16 juin 2009     |
| 3 000 mètres    | 7 min 41 s 83    | Doha      | 10 mai 2013      |
| 3 000 m steeple | 7 min 58 s 41    | Bruxelles | 5 septembre 2014 |
| semi marathon   | 01 h 00 min 23 s | Lille     | 5 septembre 2015 |